# Songs of Faith and Devotion
Songs of Faith and Devotion (с англ. — «Песни веры и преданности») — восьмой студийный альбом британской электронной группы Depeche Mode. Выход альбома состоялся 22 марта 1993 года на лейбле Mute Records, а днём позже в Соединённых Штатах на лейблах Sire и Reprise Records. Альбом имеет более тёмное и мрачное звучание, чем его предшественник Violator, в значительной степени под влиянием альтернативной- и гранж-сцены в США.
Songs of Faith and Devotion достиг высоких позиций в большинстве чартов стран и также стал первым альбомом Depeche Mode, дебютировавшим в чарте как в Великобритании, так и в США. В поддержку альбома, Depeche Mode отправились в тур под названием Devotional Tour, который продлился 14 месяцев, что являлось самым продолжительным туром у группы на тот момент.
Запись альбома и последующий тур усугубили растущую напряжённость и трудности в группе, побудив Алана Уайлдера покинуть Depeche Mode, сделав Songs of Faith and Devotion последним альбомом с его участием. Испытание исчерпало их творческий потенциал после огромного успеха, которого они достигли с Violator, что привело к слухам в СМИ, что группа вскоре распадётся. Впоследствии Depeche Mode продолжили активную музыкальную деятельность и выпустили следующий альбом Ultra в 1997 году.
По всему миру было продано 4,5 миллионов копий Songs of Faith and Devotion на апрель 1997 года.

## Об альбоме
Во время работы над этим альбомом группа впервые пригласила дополнительных вокалистов и музыкантов. При записи песни «One Caress» использовался симфонический оркестр. В целом альбом весьма гармоничен, а электроника по большей части играет второстепенную роль, уступив место «живым» инструментам и голосу солиста.

Данное эпохальное произведение смело можно считать началом новой эры Depeche Mode. Эра не просто «живой», а, не побоюсь этого слова, божественной музыки, проникающей во все уголки человеческой души, сознания и подсознания. С первых же звуков слушатель буквально растворяется в этих проникновенных романтических творениях, которые называются «песнями».

Эмоциональное потрясение от прослушивания «Songs of Faith & Devotion» настолько велико, что объективно оценивать альбом даже не представляется возможным. Ну а разбивать его на десяток разных частей, то есть песен, вообще лишено какого бы то ни было смысла. Среди них нет ни одной посредственной. Абсолютно все композиции в равной степени близки к совершенству, если уже не являются таковыми. И буквально каждая являет собой собственный маленький, но радужный мир. Мир чистой веры и большой вечной любви.— А. Глебов

Электронное звучание практически свелось к эпизодическому и фоновому. На переднем плане появились гитары, барабаны, трубы и другие акустические инструменты, не говоря уже об участии в записи лондонского симфонического оркестра из 28 человек. Алан садится за барабаны. Альбом … показывает новую концепцию «депешмодовцев», акцентирующую внимание на живом звуке, что характерно прежде всего для рок-групп. В альбоме нет ни одной танцевальной композиции.
Тема альбома — религия, любовь и секс. На этот альбом, по словам самих «депешистов» их вдохновила необузданная энергия американского рока. Дэвид Гаан вдруг нашёл в музыке Nirvana, Jane’s Addiction и Tool неожиданные ритмы, напомнившие ему семидесятые годы — время расцвета британского панка. Дэйв был убеждён, что гранж является будущим рок-н-ролла и чем меньше будет синтезированных звуков, тем лучше.
— «Depeche Mode. Взлёты и падения»:

## Предыстория и запись

### Техника и процессы
Songs of Faith and Devotion был записан в течение восьми месяцев на арендованной вилле в Мадриде в 1992 году, а также в студиях в Гамбурге и Лондоне. После своей работы над седьмым студийным альбомом группы U2 Achtung Baby продюсер Флад предложил идею создать собственную студию в арендованном доме, где группа будет жить и работать, тот же процесс принёс огромные успехи группе U2. В подвале виллы была открыта студия, в которой находились два набора ударных для достижения разных звуков. Записи из наборов ударных затем обрабатывались с помощью синтезаторов, таких как Roland System 700, которую группа установила в студии. Группа осознала, что попадание в лёгкую рутину в студии приводит к скуке, и поэтому хотела изменить как можно больше аспектов своего подхода к записи.
Уайлдер вспоминал, что во время производства Violator группа сильно полагалась на использование секвенсора; хотя альбом использовал гораздо больше живого записанного звука, чем предыдущие релизы Depeche Mode, звук был квантован до точных ударов палок, что привело к гладкому, но последовательному ощущению. Для создания Songs of Faith and Devotion группа хотела, чтобы звук был более свободным и менее запрограммированным. Трек «I Feel You», включал барабаны, исполненные вживую Уайлдером, которые затем были отобраны и секвенированы, чтобы сформировать барабанные петли с использованием программного обеспечения Steinberg Cubase, в другой структуре, чем они были первоначально исполнены, сохраняя всю динамику и присущие ошибки. Декорирования, такие как перевернутые тарелки, были добавлены позже по просьбе Уайлдера, который часто предлагал такие эксперименты.
Дальнейшие приёмы, использованные в записи, включали звуки перевернутого пианино, которые были добавлены ближе к концу трека «Mercy in You». Вступление трека «Judas» было записано ирландской волынкой с обратной реверберацией, смешанной со звуком, чтобы достичь навязчивого, атмосферного ощущения. Песня «Walking in My Shoes» включала партию фортепиано, которая обрабатывалась через гитарный процессор для добавления дисторшна. Затем был записан звук клавесина, придавая уникальное многослойное звучание риффу. Ранние демо-версии песни «Condemnation» включали в себя весь персонал группы, выступающих в одном ключе — Энди Флетчера, колотящего по корпусу столбом, продюсера Флада и Дэйва Гаана, которые хлопали руками, Алана Уайлдера, играющего на барабанах, и Мартина Гора, играющего на органе. Звук получился очень зародышевым; однако он дал группе направление относительно того, как должен звучать трек. Гитары обрабатывались с помощью таких устройств, как колонка Лесли, первоначально предназначенные для органа, чтобы добиться различных звуков.

### Запись альбома
После успеха альбома Violator и последующих гастролей группа взяла длительный перерыв. Отдохнув, они признали, что их сотрудничество доставляет трудности, и несколько факторов способствовали более сложной атмосфере, которую группа испытывала при записи альбома. Участники группы жили и работали вместе в одном доме, что такого не было раньше. Флетчер описал совместную жизнь группы как «клаустрофобию», а отсутствие разрыва отношений как фактор, способствующий стрессу. Мартин Гор чувствовал напряжение, когда писал тексты к песням, которые могли бы продолжить успех предыдущего альбома Violator, несмотря на поощрение со стороны Флетчера. Дэйв Гаан побыл в Лос-Анджелесе некоторое время, когда Violator стал коммерчески успешным и, навеянный творчеством альтернативных рок-групп таких как Jane’s Addiction, Гаан представил идею о создании альбома, ориентированного на рок-звучании, что привело к творческим разногласиям с остальными участниками группы. С тех пор у Дэйва Гаана также развилась наркозависимость, что замедлило процесс записи. Группа также начала работать вместе над альбомом. Отсутствие музыкальных идей привело к сильному разочарованию.
В отличие от предыдущих альбомов, у группы было немного предварительной подготовки, где они слушали демо-версии, созданные Гором, а затем предлагали идеи для создания творческой основы. Флад признал отсутствие предварительной подготовки как большую ошибку, которая отрицательно сказалась на ранних сессиях записи. Из-за этих разочарований первая часть записей за четыре недели была в значительной степени непригодна для использования, что Уайлдер описал как «полную грёбаную трату времени» в саркастическом тосте Флада в аэропорту по пути домой. Отсутствие прогресса всё больше расстраивало всех участников Depeche Mode. Флад сравнил коллективные усилия над альбомом Violator, в котором группа внесла свой вклад в целом, и хотя были разногласия, это было признание того, что это было для большего блага, в то время как в создании Songs of Faith and Devotion члены группы были очень непреклонны в своих собственных индивидуальных идеях, что привело к значительному напряжёному состоянию. Флад также описал эту атмосферу как «похожую на вырывание зубов» и эмоционально истощающую. Гор, Гаан и Дэниел Миллер разделяли его чувства, сравнивая атмосферу создания предыдущего альбома с затхлой атмосферой в Songs of Faith and Devotion. Хотя Уайлдер желал, чтобы участники группы разошлись так далеко друг от друга как никогда, эмоциональный стресс способствовал одним из лучших треков Depeche Mode, таким как «In Your Room» и «Walking in My Shoes», которые, по мнению многих, свидетельствовали о величайших работах Мартина Гора.
Гаан приуменьшил свою роль в альбоме, заявив, что единственным вкладом, которым он считает, это запись вокала для песни «Condemnation». И наоборот, Уайлдер высоко оценил его роль, заявив, что в предыдущих студийных работах вклад Гаана часто сводился только к вокальному исполнению и поэтому не сильно мешал; но во время записи Songs of Faith and Devotion Дэйв часто предлагал много положительного поощрения, и творческие разногласия Уайлдера с Гором были на самом деле реальным источником напряжённости в группе. Флад вспоминает, что у Уайлдера и Гора возникал спор о другой версии для песни «Judas», и что на протяжении всего процесса записи между членами группы и самим Фладом постоянно возникали разногласия. Несмотря на ощущение, что группа реализует одну из своих величайших работ, Флад прокомментировал, что «мелочи» процесса записи никогда не проходили гладко, что приводило к постоянным, в основном неконструктивным спорам. Условия между группами улучшились, когда группа переехала в другую студию звукозаписи Chateau du Pape, которая находилась в Гамбурге, в основном отчасти потому, что это было возвращение к нормальной рутине, а не совместная жизнь.

Именно во время записи альбома Уайлдер решил, что должен покинуть группу, хотя и не собирался уходить до окончания тура Devotional Tour. Позже Уайлдер сравнивал разногласия между членами группы The Beatles во время записи The White Album с условиями работы над Songs of Faith and Devotion: 
Мы были в худшем состоянии, но мы создавали что-то, что считается одной из лучших работ. Истории, которые я слышу о том, что они [The Beatles] даже не были вместе в одной комнате — это было очень похоже на нас, когда один человек был в студии, а другой был в другом городе, а затем на следующий день этот человек приходит и записывает свой вокал, и мы уходили, потому что не могли находиться в одной комнате. … в то время это был сущий ад. Во время работы над этим альбомом я действительно принял решение покинуть группу; несмотря на то, что я ушёл только два или три года спустя, я помню, что думал: «я никогда больше не буду работать при таких обстоятельствах, потому что это вообще не весело». А музыка должна быть весёлой — там должно быть удовольствие.
Альбом был микширован в студии Olympic Studios, которая находилась в Лондоне, Уайлдером, Фладом и Марком Стентом.

## Обложка
На обложке альбома Songs of Faith and Devotion фотографические изображения участников перекрываются фигурами. Сверху изображён Алан Уайлдер, снизу Эндрю Флетчер, слева Мартин Гор и справа Дэйв Гаан. Обложка сингла «I Feel You» аналогична обложке альбома, только без изображений участников и слегка изменёнными формами фигурок. На обложке сингла изображены четыре символа-фигурки, каждый из которых соответствует одному участнику группы.

## Критический приём
| Оценки критиков               | Оценки критиков |
| Источник                      | Оценка          |
| ----------------------------- | --------------- |
| AllMusic                      | [ 12 ]          |
| Chicago Sun-Times             | [ 13 ]          |
| Chicago Tribune               | [ 14 ]          |
| Robert Christgau              | [ 15 ]          |
| Entertainment Weekly          | (B)             |
| The Guardian                  | без оценки      |
| New York Times                | без оценки      |
| New Musical Express           | (8/10)          |
| The Philadelphia Inquirer     | [ 20 ]          |
| Q                             | [ 21 ]          |
| Rolling Stone                 | [ 22 ]          |
| The Rolling Stone Album Guide | [ 23 ]          |
| Select                        | [ 24 ]          |
| Stereo Review                 | без оценки      |

Songs of Faith and Devotion стал единственным студийным альбомом Depeche Mode, который занял первое место и в чарте Великобритании UK Album Chart и в чарте Соединённых Штатах Billboard 200. Он также возглавил чарты в Австрии, Бельгии, Франции, Германии и Швейцарии.
Альбом получил, в основном, положительные отзывы от музыкальных критиков и коллег участников Depeche Mode. Адам Свитинг из The Guardian назвал Songs of Faith and Devotion «удивительно мощным альбомом» и «шедевром». Дэвид Квантик из NME назвал альбом «действительно прекрасной записью». Джон Парелес из New York Times сказал, что «песни создают желание быть более отчаянным и более заманчивым, чем когда-либо». Смешанный обзор дал Арион Бергер из Rolling Stones, сказав, что альбом «документирует, как смекалка Depeche Mode оправдывает их худшие инстинкты; как и сама группа, она мрачна, претенциозна и победоносна». Нед Раггет из AllMusic сказал, что «Songs of Faith and Devotion продолжает серию побед Depeche Mode», а в 1999 году он поставил альбом на 18-е место в своём списке «The Top 136 or So Albums of the Nineties», опубликованный электронным журналом Freaky Trigger. Вместе с альбомом Violator журнал Q включил Songs of Faith and Devotion в список «In Our Lifetime: Q’s 100 Best Albums».
Алан Уайлдер, который на момент производства Songs of Faith and Devotion был участником Depeche Mode, заявил, что он считает песни «In Your Room» и «Walking in My Shoes» одними из лучших, которые когда-либо записывала группа, — это мнение было согласовано с продюсером Флад, который прокомментировал, что «многие люди», участвующие в проекте, делятся такими впечатлениями. Коллега группы и музыкант Гэри Ньюман также заявил, что альбом Songs of Faith and Devotion спас его карьеру, отметив: «[после прослушивания этого альбома] [моя] музыка резко изменилась. Она стала гораздо мрачнее. В школе я был освобожден от религиозного обучения, потому что у меня не было веры, и Songs of Faith and Devotion внезапно дали мне что-то, о чём можно было писать и о чём можно было беспокоиться. […] Я люблю Depeche Mode и всегда буду любить».

## Музыкальное турне
Devotional Tour в поддержку альбома стал самым длительным туром на тот момент у Depeche Mode. Тур продлился четырнадцать месяцев, посетив двадцать семь стран. Он охватил 100 000 миль и потребовал 90 тонн оборудования. Огромный масштаб турне должен был покрыть огромные расходы. Антон Корбейн разработал тщательно продуманный дизайн сцены, чем занимался впервые в жизни. Огромный размах тура сказался на участниках группы. Несмотря на замечание Флетчера о том, что «Дейв был им [турне] достаточно впечатлён …он был в каком-то другом мире», его героиновая зависимость усилилась, Гор много пил и имел несколько припадков, Флетчер страдал от клинической депрессии до такой степени, что его заменили Дэрилом Бамонте на всех концертах с апреля, и изнурительный характер гастролей взял своё на Уайлдере. Позже Мартин Гор прокомментировал: «Я не думаю, что кто-то когда-либо был прежним после этого тура», подчеркнув напряжённую обстановку тура, и журнал Q позже назвал Devotional Tour как «самый развратный рок-тур когда-либо».
После работы над альбомом Songs of Faith and Devotion и турне в его поддержку Уайлдер объявил о своём уходе из группы в свой 36-й день рождения в 1995 году, подчеркнув это «растущей неудовлетворённостью внутренними отношениями и рабочей обстановкой в группе». Уход Уайлдера и напряжённые отношения в группе, в частности растущая наркозависимость Гаана, заставили многих предположить, что группа на грани расформирования.

## Переиздание
В 2006 году было выпущено коллекционное издание Songs of Faith and Devotion, включая бонусный DVD. Он был выпущен в рамках второй волны переизданий — вместе с альбомами A Broken Frame и Some Great Reward. Первый компакт-диск был ремастирован и выпущен на гибриде CD/SACD, за исключением Соединённых Штатов, где ремастированный первый диск был смещён к стандартному CD. Бонусный DVD включает в себя звук 5.1 оригинального альбома, би-сайд «My Joy» и «Death’s Door» (Jazz Mix), а также несколько других ремиксов.
Также был включён 36-минутный документальный фильм Depeche Mode: 1991-94 (We Were Going to Live Together, Record Together and It Was Going to Be Wonderful), названный в честь цитаты Уайлдера о потенциале жизни в их студии звукозаписи, которая находилась в Мадриде. В нем представлено интервью, взятое у Depeche Mode (включая Уайлдера, который покинул группу в 1995 году) и у других важных персон, которые сотрудничали с Depeche Mode, таких как Дэниел Миллер, Антон Корбейн и Дэрил Бамонте. Есть также кадры из видеоальбома Devotional и видеоклипы. Документальный фильм в основном посвящён трудностям, которые участники Depeche Mode испытывали во время работы над записью альбома и, оставивший плохие впечатления для группы, туру, который последовал за альбомом.
Переиздание альбома было выпущено 2 октября 2006 года в Великобритании и 3 октября 2006 года в США. Ремастированное издание было выпущено на виниле 2 марта 2007 года в Германии и 5 марта 2007 года во всём мире.

## Список композиций
Релиз 1993 года
 Британский LP: Mute (каталожный номер: Stumm 106)
Слова и музыка всех песен — Мартин Гор. Дэвид Гаан — основной вокалист всех песен, кроме «Judas», «One Caress» и «Death’s Door», которые спеты Мартином. «Interlude #4 — My Kingdom Comes» — инструментальная композиция.
| №                   | Название              | Длительность |
| ------------------- | --------------------- | ------------ |
| 1.                  | «I Feel You»          | 4:35         |
| 2.                  | «Walking in My Shoes» | 5:35         |
| 3.                  | «Condemnation»        | 3:20         |
| 4.                  | «Mercy in You»        | 4:17         |
| 5.                  | «Judas»               | 5:14         |
| Общая длительность: | Общая длительность:   | 23:01        |

| №                   | Название                                                                  | Длительность  |
| ------------------- | ------------------------------------------------------------------------- | ------------- |
| 6.                  | «In Your Room»                                                            | 6:26          |
| 7.                  | «Get Right with Me» (Interlude #4 — My Kingdom Comes, начинается на 2:59) | 3:52          |
| 8.                  | «Rush»                                                                    | 4:37          |
| 9.                  | «One Caress»                                                              | 3:32          |
| 10.                 | «Higher Love»                                                             | 5:56          |
| Общая длительность: | Общая длительность:                                                       | 24:23 (47:24) |

| №                   | Название              | Длительность |
| ------------------- | --------------------- | ------------ |
| 1.                  | «I Feel You»          | 4:36         |
| 2.                  | «Walking in My Shoes» | 5:26         |
| 3.                  | «Condemnation»        | 3:29         |
| 4.                  | «Mercy in You»        | 4:20         |
| 5.                  | «Judas»               | 5:13         |
| 6.                  | «In Your Room»        | 6:23         |
| 7.                  | «Get Right with Me»   | 3:51         |
| 8.                  | «Rush»                | 4:40         |
| 9.                  | «One Caress»          | 3:33         |
| 10.                 | «Higher Love»         | 5:56         |
| Общая длительность: | Общая длительность:   | 47:24        |

| №                   | Название                                  | Длительность |
| ------------------- | ----------------------------------------- | ------------ |
| 11.                 | «My Joy»                                  | 3:57         |
| 12.                 | «Condemnation» (Paris Mix)                | 3:21         |
| 13.                 | «Death’s Door» (Jazz Mix)                 | 6:38         |
| 14.                 | «In Your Room» (Zephyr Mix)               | 4:19         |
| 15.                 | «I Feel You» (Life’s Too Short Mix)       | 8:35         |
| 16.                 | «Walking in My Shoes» (Grungy Gonads Mix) | 6:24         |
| 17.                 | «My Joy» (Slow Slide Mix)                 | 5:11         |
| 18.                 | «In Your Room» (Apex Mix)                 | 6:43         |
| Общая длительность: | Общая длительность:                       | 45:08        |

Фильм о процессе создания альбома
| №   | Название | Длительность   |
| --- | --- | -------------- |
| 19. | «Depeche Mode: 1991—1994 (We Were Going to Live Together, Record Together and It Was Going to Be Wonderful)» | 36:01 (128:33) |

## Участники записи
Depeche Mode
- Дэйв Гаан — вокал (кроме «Judas», «One Caress» и «Death’s Door»)
- Мартин Гор — клавишные, гитара, бэк-вокал, вокал на «Judas», «One Caress» и «Death’s Door»
- Алан Уайлдер — программирование, клавишные, бас-гитара, ударные, перкуссия, драм-машина, семплер, бэк-вокал, пианино в «Walking in My Shoes» и «Condemnation»
- Эндрю Флетчер — клавишные, бэк-вокал в «Condemnation»

Технический персонал
- Микширование — Марк Стент, Depeche Mode и Флад.
- Записано в Мадриде и Гамбурге (Chateau du Pape).
- Микширование произведено в Лондоне (Olympic Studios).
- Звукоинженеры — Стив Лион, Крис Дики, Пол Кендалл.
- Ассистенты — Джереми Уитли, Марк Айнштман, Шон де Фео, Фольке Шнайдер.
- Мастеринг — Кевин Меткальф.

Приглашённые музыканты
- - Стефан Хэнниган — ирландская волынка в композиции «Judas».
  - Базиль Мид, Хильдия Кэмпбелл, Саманта Смит — дополнительный вокал в композиции «Get Right With Me».
  - Уил Мэлоун — аранжировки струнных инструментов и дирижирование в композиции «One Caress».
- Координатор — Дэрил Бамонте.
- Благодарность — Дэниэлу Миллеру, Брайану Эно, Стиву Кроули, Стивену Ирвингу, Пепе, Шону и всем на студии Mute, The Devine Foodworks, Кевину Грину / Go Digital, Джео, Виноду, Hilton Sound, Джиму Кашишьяну, Розу Ирлзу, Гэвину Райту, Marek Leiberberg Productions.
- Художник-постановщик — Антон Корбейн.
- Дизайн конверта — Антон Корбейн и Area.

Авторские права на все песни с 1992 года принадлежат EMI Music Publishing Ltd, по разрешению Grabbing Hands Music Overseas Ltd., за исключением песен Get Right with Me, One Caress и Rush, представленные по разрешению Grabbing Hands Music Ltd.

## Позиции в хит-парадах
| Чарт (1993)                         | Высшая позиция |
| ----------------------------------- | -------------- |
| Австралия (ARIA)                    | 14             |
| Австрия (Ö3 Austria)                | 1              |
| Бельгия (IFPI)                      | 1              |
| Канада (RPM Top Albums/CDs)         | 5              |
| Дания (Hitlisten)                   | 4              |
| Нидерланды (Album Top 100)          | 18             |
| European Albums (Music & Media)     | 1              |
| Финляндия (Suomen virallinen lista) | 1              |
| Франция (SNEP)                      | 1              |
| Германия (Offizielle Top 100)       | 1              |
| Греция (IFPI)                       | 1              |
| Венгрия (MAHASZ)                    | 12             |
| Ирландия (IFPI)                     | 4              |
| Италия (Musica e dischi)            | 6              |
| Япония (Oricon)                     | 31             |
| Новая Зеландия (RMNZ)               | 31             |
| Норвегия (VG-lista)                 | 16             |
| Португалия (AFP)                    | 6              |
| Испания (AFYVE)                     | 2              |
| Швеция (Sverigetopplistan)          | 2              |
| Швейцария (Schweizer Hitparade)     | 1              |
| Великобритания (UK Albums Chart)    | 1              |
| США (Billboard 200)                 | 1              |

| Чарт (2017)   | Высшая позиция |
| ------------- | -------------- |
| Польша (ZPAV) | 27             |

| Чарт (1993)                   | Позиция |
| ----------------------------- | ------- |
| Австралия (Ö3 Austria)        | 21      |
| Канада (RPM)                  | 34      |
| Европа (Music & Media)        | 14      |
| Германия (Offizielle Top 100) | 19      |
| США (Billboard 200)           | 89      |

Сертификации
| Регион | Сертификация | Продажи    |
| --- | ------------ | ---------- |
| Австрия (IFPI Austria)                                                                                                   | Золотой      | 25 000*    |
| Канада (Music Canada) | Платиновый   | 100 000^   |
| Франция (SNEP) | 2× Золотой   | 200 000*   |
| Германия (BVMI) | Золотой      | 250 000^   |
| Швейцария (IFPI Switzerland)                                                                                             | Золотой      | 25 000^    |
| Великобритания (BPI) | Золотой      | 100 000^   |
| США (RIAA) | Платиновый   | 1 000 000^ |
| * Данные о продажах приведены только на основе сертификации. ^ Данные о тиражах приведены только на основе сертификации. |              |            |